# Fendt
Fendt je nemški proizvajalec traktorjev in kmetijskih strojev. Podjetje je ustanovil Xaver Fendt leta 1937. Fendt je od leta 1997 naprej podružnica korporacije AGCO. Sedež podjetja je v kraju Marktoberdorf, Nemčija.
Fendt proizvaja traktorje z močjo 70-500 KM, kombajne z močjo 220-500 KM, proizvaja pa tudi drugo stroje, kot so balirniki, nakladalniki in stroji za silažo.

## Traktorji
| Model      | Moč motorja (kW-kW/KM-KM) |
| ---------- | ------------------------- |
| 200 Vario  | 51-81/70-110              |
| 300 Vario  | 70-92/95-135              |
| 400 Vario  | 85-114/115-155            |
| 500 Vario  | 92-121/125-165            |
| 700 Vario  | 96-132/130-240            |
| 800 Vario  | 136-151/185-287           |
| 900 Vario  | 162-265/240-390           |
| 1000 Vario | 279-368/380-500           |